# Nati nel 1778
| Questa pagina contiene informazioni ricavate automaticamente dalle voci biografiche con l'ausilio del template Bio e di un bot. L'aggiornamento è periodico e automatico e ricostruisce completamente la pagina. Se manca una persona in questa lista, sei pregato di non aggiungerla, ma accertati piuttosto che la sua voce biografica contenga il template Bio e che i dati anagrafici siano correttamente compilati. Se il template Bio manca, inseriscilo tu stesso o, in alternativa, metti l'avviso {{tmp\|Bio}} che ne segnala la mancanza. Se i dati riportati sono sbagliati, correggi direttamente la voce biografica; le modifiche saranno visibili in questa lista entro pochi giorni. Per chiarimenti vedi il progetto biografie. La lista contiene solo le 213 persone che sono citate nell'enciclopedia e per le quali è stato implementato correttamente il template Bio. Pagina aggiornata al 10 ago 2025. |

## Gennaio(22)
- 1º gennaio - Luigi Asioli, cantante e compositore italiano († 1815)
- 1º gennaio - Charles Alexandre Lesueur, naturalista, esploratore e pittore francese († 1846)
- 4 gennaio - John Manners, V duca di Rutland, politico britannico († 1857)
- 4 gennaio - Paolo Polidori, cardinale italiano († 1847)
- 5 gennaio - Zebulon Pike, militare e esploratore statunitense († 1813)
- 5 gennaio - Fortunato Santini, presbitero, compositore e collezionista d'arte italiano († 1861)
- 7 gennaio - Anthony Todd Thomson, medico scozzese († 1849)
- 9 gennaio - Paolo Agelli, pittore italiano († 1841)
- 9 gennaio - Thomas Brown, filosofo e medico scozzese († 1820)
- 9 gennaio - Hammamizade İsmail Dede Efendi, compositore ottomano († 1846)
- 9 gennaio - Giovanni Piccono della Valle, politico italiano († 1850)
- 11 gennaio - Agathon Jean François Fain, politico, storico e nobile francese († 1837)
- 13 gennaio - Mariano da Roccacasale, religioso italiano († 1866)
- 16 gennaio - Teodoro Lechi, generale italiano († 1866)
- 20 gennaio - Louis Antoine Francois Baillon, naturalista e ornitologo francese († 1855)
- 23 gennaio - Alire Raffeneau Delile, botanico francese († 1850)
- 24 gennaio - Carlo Ferdinando di Borbone-Francia, nobile francese († 1820)
- 26 gennaio - Jakob von Washington, militare olandese († 1848)
- 28 gennaio - James Tallmadge, politico statunitense († 1853)
- 30 gennaio - Francesco Arese Lucini, nobile e patriota italiano († 1835)
- 30 gennaio - Giulio Cordero di San Quintino, numismatico e archeologo italiano († 1857)
- 31 gennaio - Franz Anton von Kolowrat-Liebsteinsky, politico e militare austriaco († 1861)

## Febbraio(20)
- 2 febbraio - Giuseppe Sacchini, generale italiano († 1849)
- 2 febbraio - Mary Anne Talbot, corsaro inglese († 1808)
- 3 febbraio - Alessandro Giustiniani, cardinale e arcivescovo cattolico italiano († 1843)
- 4 febbraio - Augustin Pyrame de Candolle, botanico e micologo svizzero († 1841)
- 5 febbraio - Ippolito Spinola di Lerma, generale italiano († 1856)
- 6 febbraio - Ugo Foscolo, poeta, scrittore e drammaturgo italiano († 1827)
- 13 febbraio - Fernando Sor, chitarrista e compositore spagnolo († 1839)
- 14 febbraio - Luigi de Cambray Digny, architetto italiano († 1843)
- 15 febbraio - Mario Musumeci, architetto italiano († 1852)
- 16 febbraio - John Colborne, I barone Seaton, generale britannico († 1863)
- 16 febbraio - Johann Friedrich Ludwig Göschen, giurista tedesco († 1837)
- 17 febbraio - Vincenzo Pucitta, compositore italiano († 1861)
- 19 febbraio - Mulay 'Abd al-Rahman, sultano marocchino († 1859)
- 22 febbraio - Franz Ludwig Catel, pittore tedesco († 1856)
- 22 febbraio - Michele Basilio Clary, arcivescovo cattolico e teologo italiano († 1858)
- 22 febbraio - Rembrandt Peale, pittore statunitense († 1860)
- 22 febbraio - Joseph Agricol Viala, militare francese († 1793)
- 23 febbraio - Pier Damiano Armandi, generale italiano († 1855)
- 23 febbraio - Alexandrine de Bleschamp, nobile francese († 1855)
- 25 febbraio - José de San Martín, generale, patriota e rivoluzionario argentino († 1850)

## Marzo(16)
- 2 marzo - William Austin, scrittore statunitense († 1841)
- 2 marzo - Giuseppe Collignon, pittore italiano († 1863)
- 3 marzo - Federica di Meclemburgo-Strelitz, principessa tedesca († 1841)
- 4 marzo - Robert Emmet, patriota e oratore irlandese († 1803)
- 4 marzo - Florestano Pepe, generale e patriota italiano († 1851)
- 6 marzo - Francis Ogilvy-Grant, VI conte di Seafield, nobile e politico scozzese († 1853)
- 6 marzo - Carl Bernhard von Trinius, botanico e medico tedesco († 1844)
- 8 marzo - Jean Toussaint Arrighi de Casanova, militare e politico francese († 1853)
- 10 marzo - Francesco Sucini, fantino italiano († 1819)
- 12 marzo - Francis baron d'Allarde, cantautore e drammaturgo francese († 1841)
- 19 marzo - Costanzo Gazzera, archeologo e politico italiano († 1859)
- 19 marzo - Alexandre Moreau de Jonnès, militare francese († 1870)
- 22 marzo - Aleksej Fëdorovič Merzljakov, poeta e critico letterario russo († 1830)
- 23 marzo - Lara Buscè, scrittrice e politica italiana († 1884)
- 24 marzo - Sophie Blanchard, pioniere dell'aviazione francese († 1819)
- 31 marzo - Coenraad Jacob Temminck, ornitologo e biologo olandese († 1858)

## Aprile(15)
- 2 aprile - Maximus Givaid, patriarca cattolico egiziano († 1831)
- 3 aprile - Pierre Bretonneau, medico francese († 1862)
- 3 aprile - Johann Carl Ludwig Engel, architetto tedesco († 1840)
- 5 aprile - Giuseppe Leoni, illusionista italiano
- 10 aprile - Giovanni Taddeo Farini, matematico italiano († 1822)
- 10 aprile - William Hazlitt, scrittore, pittore e saggista inglese († 1830)
- 10 aprile - Heinrich Luden, storico tedesco († 1847)
- 11 aprile - Alexandre Boucher, violinista francese († 1861)
- 16 aprile - Luigi Fabri, incisore e editore italiano († 1835)
- 18 aprile - Mary Hamilton-Nisbet, nobildonna scozzese († 1855)
- 18 aprile - Christian Friedrich Nasse, psichiatra e medico tedesco († 1851)
- 19 aprile - Attilio Fiascaini, vescovo cattolico italiano († 1860)
- 25 aprile - Giacinto Carena, naturalista e linguista italiano († 1859)
- 27 aprile - Gideon Lee, politico statunitense († 1841)
- 28 aprile - Adriaan van der Hoop, banchiere olandese († 1854)

## Maggio(9)
- 1º maggio - Alexandre-Pierre Odart, nobile e scrittore francese († 1866)
- 2 maggio - Filippetto de Marinis, patriota italiano († 1799)
- 14 maggio - Onorato V di Monaco, principe († 1841)
- 15 maggio - Vittorio Pilo Boyl, nobile, militare e politico italiano († 1834)
- 15 maggio - Aleksander Stanisław Potocki, nobile e ufficiale polacco († 1845)
- 18 maggio - Charles Stewart, III marchese di Londonderry, politico e ufficiale irlandese († 1854)
- 19 maggio - Ruggero Settimo, ammiraglio e politico italiano († 1863)
- 24 maggio - Raffaele de Cosa, ammiraglio italiano († 1856)
- 27 maggio - Giovanni Gherardini, librettista italiano († 1861)

## Giugno(12)
- 4 giugno - Francesco Cassi, scrittore italiano († 1846)
- 7 giugno - Beau Brummell, nobile britannico († 1840)
- 11 giugno - Antonio Miari, compositore italiano († 1854)
- 13 giugno - Antonio Dragoni, presbitero, storico e falsario italiano († 1860)
- 13 giugno - Federico Ludovico di Meclemburgo-Schwerin, nobile tedesco († 1819)
- 14 giugno - Francesco Caffi, musicologo, magistrato e scrittore italiano († 1874)
- 14 giugno - Cesare Saluzzo di Monesiglio, militare e nobiluomo italiano († 1853)
- 15 giugno - Henri Jean-Baptiste Victoire Fradelle, pittore francese († 1865)
- 20 giugno - Jean-Baptiste Gaye, politico francese († 1832)
- 22 giugno - George Percy, V duca di Northumberland, politico britannico († 1867)
- 23 giugno - Camille de Tournon-Simiane, prefetto francese († 1833)
- 26 giugno - Jacopo Monico, cardinale e patriarca cattolico italiano († 1851)

## Luglio(10)
- 6 luglio - Jean-Baptiste Bory de Saint-Vincent, naturalista francese († 1846)
- 7 luglio - Antonio Pacini, compositore, direttore d'orchestra e editore musicale italiano († 1866)
- 10 luglio - Sigismund von Neukomm, compositore e pianista austriaco († 1858)
- 12 luglio - Maria Dalle Donne, medica e ginecologa italiana († 1842)
- 17 luglio - Esma Sultan, principessa ottomana († 1848)
- 22 luglio - Innocenzo Odescalchi, IV principe Odescalchi, nobile italiano († 1833)
- 25 luglio - Giacomo Pasqual, patriota e militare italiano († 1823)
- 30 luglio - Enrico di Anhalt-Köthen, nobile († 1847)
- 30 luglio - Antonio Riccardi, presbitero, saggista e educatore italiano († 1844)
- 30 luglio - Johann Martin von Rohden, pittore tedesco († 1868)

## Agosto(20)
- 1º agosto - John Collins Warren, medico statunitense († 1856)
- 6 agosto - Giuseppe Pochettini di Serravalle, nobile italiano († 1846)
- 8 agosto - Stefano Gasse, architetto e urbanista italiano († 1840)
- 9 agosto - Nicolò Palmieri, economista, storico e politico italiano († 1837)
- 10 agosto - Domenico Barbaja, impresario teatrale italiano († 1841)
- 11 agosto - Fortunato Federici, filologo e bibliotecario italiano († 1842)
- 11 agosto - Friedrich Ludwig Jahn, pedagogista e patriota tedesco († 1852)
- 11 agosto - Charles Pierrepont, II conte Manvers, militare, politico e nobile inglese († 1860)
- 12 agosto - Francis Horner, politico britannico († 1817)
- 13 agosto - Angelo Quaglio il Vecchio, pittore, grafico e litografo tedesco († 1815)
- 15 agosto - Maria Callani, pittrice italiana († 1803)
- 16 agosto - Sofia di Sassonia-Coburgo-Saalfeld, principessa († 1835)
- 17 agosto - John Varley, pittore e astrologo britannico († 1842)
- 20 agosto - Bernardo O'Higgins, generale e politico cileno († 1842)
- 22 agosto - James Kirke Paulding, politico e scrittore statunitense († 1860)
- 25 agosto - Agostino Fapanni, agronomo e storico italiano († 1861)
- 26 agosto - Giuseppe Marchesi, architetto italiano († 1867)
- 27 agosto - Gaetano Ricciolini, baritono italiano († 1845)
- 28 agosto - Pierre Auguste Joseph Drapiez, naturalista belga († 1856)
- 31 agosto - William Wilkins, architetto britannico († 1839)

## Settembre(15)
- 1º settembre - Vincenzo Fiodo, compositore italiano († 1862)
- 2 settembre - Luigi Bonaparte, re († 1846)
- 9 settembre - Clemens Brentano, scrittore, poeta e viaggiatore tedesco († 1842)
- 15 settembre - Eliseo Pontremoli, poeta, funzionario e diplomatico italiano († 1851)
- 19 settembre - Henry Brougham, I barone Brougham e Vaux, politico britannico († 1868)
- 20 settembre - Fabian Gottlieb von Bellingshausen, esploratore e militare russo († 1852)
- 20 settembre - Adolf Friedrich Karl Streckfuss, poeta e traduttore tedesco († 1844)
- 20 settembre - Giuseppe Viglezzi, archivista italiano († 1851)
- 21 settembre - Carl Ludwig Koch, entomologo e aracnologo tedesco († 1857)
- 23 settembre - Mariano Moreno, politico, giurista e giornalista argentino († 1811)
- 24 settembre - Michał Gedeon Radziwiłł, generale polacco († 1850)
- 25 settembre - Luigi di Anhalt-Köthen, principe († 1802)
- 27 settembre - Damião Barbosa de Araújo, violinista e compositore brasiliano († 1856)
- 27 settembre - Mauro Tumminelli, giudice e politico italiano († 1852)
- 29 settembre - Catherine McAuley, religiosa irlandese († 1841)

## Ottobre(14)
- 2 ottobre - Johann Peter Mirer, vescovo cattolico svizzero († 1862)
- 5 ottobre - Jacques Joseph Champollion-Figeac, archeologo e storico francese († 1867)
- 7 ottobre - Joseph Knight, botanico inglese († 1855)
- 8 ottobre - Pietro Manni, medico italiano († 1839)
- 8 ottobre - Hyacinthe-Louis de Quélen, arcivescovo cattolico francese († 1839)
- 9 ottobre - Pierre-Denis, conte di Peyronnet, politico e magistrato francese († 1854)
- 10 ottobre - Adelaide Antici Leopardi, nobildonna italiana († 1857)
- 13 ottobre - Edoardo Fabbri, drammaturgo e politico italiano († 1853)
- 14 ottobre - Michel-Jacques-François Achard, generale francese († 1865)
- 15 ottobre - Franz Thaddäus von Waldburg-Zeil, principe e politico tedesco († 1845)
- 17 ottobre - Michele Benedetti, basso italiano
- 17 ottobre - Florencio del Castillo, presbitero e politico costaricano († 1834)
- 22 ottobre - Javier de Burgos, politico, giornalista e drammaturgo spagnolo († 1848)
- 26 ottobre - Charles Grant Glenelg, politico britannico († 1866)

## Novembre(14)
- 1º novembre - Gustavo IV Adolfo di Svezia, re († 1837)
- 2 novembre - Caroline Branchu, soprano francese († 1850)
- 2 novembre - Girolamo Molin, medico, veterinario e filosofo italiano († 1851)
- 5 novembre - Giovanni Battista Belzoni, esploratore e ingegnere italiano († 1823)
- 13 novembre - Charles Joseph Auriol, pittore svizzero († 1834)
- 14 novembre - Johann Nepomuk Hummel, compositore, direttore d'orchestra e pianista austriaco († 1837)
- 14 novembre - Heinrich Gottlieb Tzschirner, teologo tedesco († 1828)
- 16 novembre - Michele Maria Milano, scrittore italiano († 1843)
- 18 novembre - Grigorij Fedorovič Kvitka, scrittore ucraino († 1843)
- 19 novembre - Antonietta Fagnani Arese, nobile italiana († 1847)
- 19 novembre - James Webber Smith, generale britannico († 1853)
- 25 novembre - Joseph Lancaster, pedagogo inglese († 1838)
- 28 novembre - Filippo di Colloredo-Mels, italiano († 1864)
- 30 novembre - Andrés Guazurary, militare e politico argentino († 1821)

## Dicembre(13)
- 2 dicembre - Giuseppe Maria Mazzetti, arcivescovo cattolico italiano († 1850)
- 6 dicembre - Joseph Louis Gay-Lussac, fisico e chimico francese († 1850)
- 7 dicembre - Wilhelm Frimann Koren Christie, politico norvegese († 1849)
- 7 dicembre - Franz Naegele, chirurgo tedesco († 1851)
- 10 dicembre - Antonio Francesco Orioli, cardinale e vescovo cattolico italiano († 1852)
- 15 dicembre - Christiane Becker, attrice teatrale tedesca († 1797)
- 17 dicembre - Humphry Davy, chimico, fisico e divulgatore scientifico britannico († 1829)
- 18 dicembre - Joseph Grimaldi, attore teatrale e danzatore britannico († 1837)
- 19 dicembre - Angela Veronese, poetessa italiana († 1847)
- 19 dicembre - Maria Teresa Carlotta di Borbone-Francia, regina francese († 1851)
- 21 dicembre - Anders Sandøe Ørsted, politico danese († 1860)
- 24 dicembre - Emanuele Paparo, pittore, architetto e scrittore italiano († 1828)
- 29 dicembre - Georg Anton Friedrich Ast, filosofo e filologo classico tedesco († 1841)

## Senza giorno specificato(33)
- Gaetano Abela, patriota italiano († 1826)
- Giovanni Aceto Cattani, politico e giornalista italiano († 1840)
- Hugh Dycke Acland, pittore e incisore britannico († 1836)
- Joseph Aspdin, imprenditore e inventore britannico († 1855)
- Roman Ivanovič Bagration, generale georgiano († 1834)
- Teresa Benincampi, scultrice e poetessa italiana († 1830)
- Edward Blakeney, generale britannico († 1868)
- Giuseppe Bortignoni il Vecchio, pittore e incisore italiano († 1860)
- Agostino Capodistria, militare e politico greco († 1857)
- Giovan Battista Coletti, giurista, funzionario e archivista italiano († 1846)
- Ayesha Durrani, poetessa afghana († 1853)
- Ignazio Fumagalli, pittore e incisore italiano († 1842)
- Sofia Giordano, pittrice italiana († 1829)
- Karl von Gorzowsky, militare e politico polacco († 1858)
- José Machain, militare paraguaiano († 1849)
- Pierre Justin Marie Macquart, entomologo, botanico e politico francese († 1855)
- Francesca Maffei Festa, soprano e mezzosoprano italiana († 1835)
- Giacinto Mercadante, militare italiano
- Angelo Monticelli, pittore italiano († 1837)
- Giovanni Pacini, architetto italiano († 1838)
- Marie Paradis, arrampicatrice francese († 1839)
- Giacomo Pichler, incisore italiano († 1815)
- Ranavalona I, regina malgascia († 1861)
- Nikolaj Grigor'evič Repnin-Volkonskij, generale russo († 1845)
- Andrea Restori, violinista, direttore d'orchestra e compositore italiano
- José Ribelles, pittore e incisore spagnolo († 1835)
- Stefano Romani, compositore italiano († 1850)
- Giovanni Silvestri, tipografo e editore italiano († 1855)
- Luigi Vacca, pittore e scenografo italiano († 1854)
- Varvara Alekseevna Razumovskaja, nobildonna russa († 1864)
- José de La Mar, politico peruviano († 1830)
- Luigi Nicola de Majo, militare italiano († 1860)
- Paolo Francesco di Sales di Thorens, generale e ambasciatore italiano († 1850)